# Фіналістична концепція де Шардена

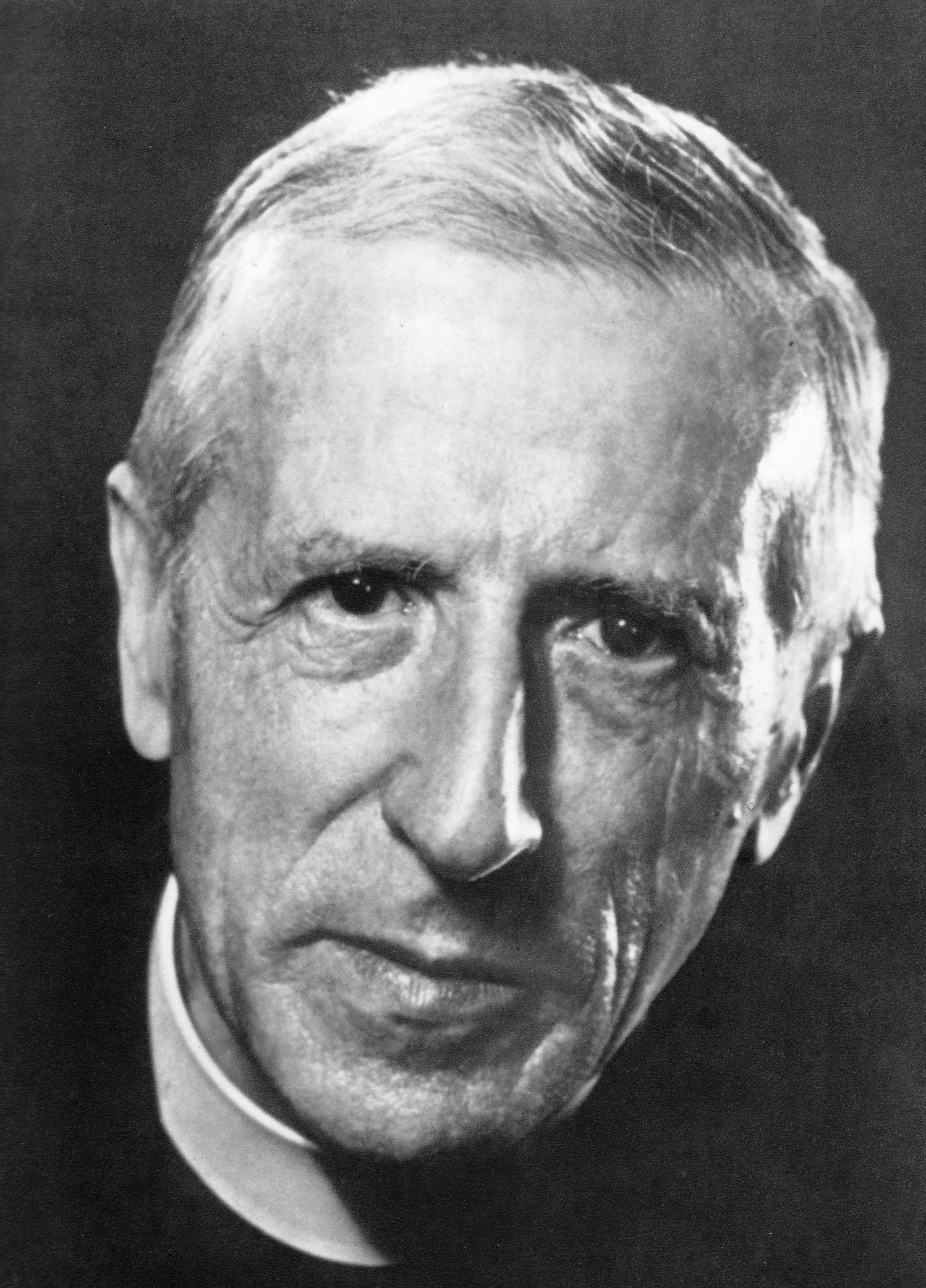
П'єр Теяр де Шарден

Фіналістична концепція Т. де Шардена — запропонована  Теяром де Шарденом (фр. Teilhard de Chardin, Pierre) в 1965 р. концепція, згідно з якою ноосфера є завершальною ланкою космогенезу (еволюції Всесвіту).
Бувши священником Римсько-католицької церкви, Шарден намагався здійснити синтез християнського вчення і теорії космічної еволюції. Його ідеї, що сполучають в собі науку, філософію і християнський містицизм, були викладені в посмертно виданих працях, що викликали широкий відгук і суперечки.
Згідно з Шарденом, еволюція — космічний, цілеспрямований процес, в ході якого матерія-енергія, складова Всесвіту, прогрессивно розвивається в напрямку наростальної складності і духовності. Частинки первісного хаосу перебували спочатку в стані нескінченного розмаїття. Пройшовши послідовні етапи, на яких відбувався їх синтез, вони з'єдналися в такі складні сутності, як атоми, молекули, клітини й організми. Нарешті, в людському тілі нервова система досягла такого ступеня складної єдності, що виник самосвідомий, цілеспрямований і морально відповідальний розум. Таким чином, життя, розум, дух і свобода виникли з матеріальної матриці, і людина почала набувати здатність до свідомого контролю над власними діями. Спрямованість і прогрес очевидні в еволюції матерії-енергії, яка привела до утворення Землі та формування літосфери, що перетворилася завдяки еволюції живих істот в біосферу. Своєю чергою біосфера, внаслідок еволюції розумних істот, стала ноосферою (від грец. nous — розум).

## Ресурси Інтернету
- Chardin, Pierre Teilhard de ♦ The Phenomenon of Man Scanned book in the The Internet Archive|Internet Archive
- Chardin, Pierre Teilhard de ♦ The Phenomenon of Man [Архівовано 9 березня 2016 у Wayback Machine.] HTML версія книги (без ілюстрацій)
- Быховский Б. Э. Теяр де Шарден  [Архівовано 14 вересня 2014 у Wayback Machine.] // Философ. Энциклопед. Словарь. — М.: Сов. энциклопедия, 1983. — С. 672–673.
- Грицанов А. А. Теяр де Шарден //  Новейший философский словарь /  Сост. А. А. Грицанов. — Мн.: Изд. В. М. Скакун, 1998. — 896 с.
- Типлер Франк Дж. «Физика бессмертия» [Архівовано 4 березня 2016 у Wayback Machine.]
- Чесноков B. C., Прокопенко Е. Е. Пьер Теяр де Шарден о человеке, ноосфере и космосе [Архівовано 12 січня 2014 у Wayback Machine.] // Культура и время. — № 3, 2005 г.